# Acantholimon annae
Acantholimon annae är en triftväxtart som beskrevs av Igor Alexandrovich Linczevski. Acantholimon annae ingår i släktet Acantholimon och familjen triftväxter. Inga underarter finns listade i Catalogue of Life.